# شهرداری ایلوکست
شهرداری ایلوکست (به لاتین: Ilūkste Municipality) یک شهرداری در لتونی است. شهرداری ایلوکست ۹٬۲۳۱ نفر جمعیت دارد.